# أنا والعسل (برنامج تلفزيوني)
أنا والعسل هو برنامج تلفزيوني حواري يقدمه المذيع اللبناني نيشان ديرهاروتيونيان ويُبث على قناة الحياة 2 ويعاد بثه على إم تي في مساء اليوم التالي. تغير إسمه في اللحظات الأخيرة من «زي العسل» إلى «أنا والعسل» فكلمة «زيّ العسل» عنوان مسجّل في القاهرة لبرنامج مصري آخر. يستضيف البرنامج فنانات وممثلات من العالم العربي وخاصة من مصر ولبنان. واحتل المرتبة الأولى في نسب المشاهدة في رمضان في مصر حسب احصاءات شركة ايبسوس.

## ضيوف الحلقات
- الحلقة 1: ماجدة الرومي
- الحلقة 2: غادة عبد الرازق
- الحلقة 3: شيرين (الجزء 1)
- الحلقة 4: شيرين (الجزء 2)
- الحلقة 5: سيرين عبد النور
- الحلقة 6: فردوس عبد الحميد
- الحلقة 7: هيفاء وهبي
- الحلقة 8: حنان ترك
- الحلقة 9: ليلى علوي
- الحلقة 10: هند صبري
- الحلقة 11: ميريام فارس
- الحلقة 12: دينا[ ؟ ]
- الحلقة 13: لبلبة
- الحلقة 14: رزان المغربي
- الحلقة 15: سمية الخشاب..أعلنت حنان ترك اعتزال المجال الفني وذلك من خلال اتصال هاتفي
- الحلقة 16: فيفي عبده
- الحلقة 17: كارول سماحة
- الحلقة 18: ميساء المغربي
- الحلقة 19: هالة صدقي
- الحلقة 20: نبيلة عبيد
- الحلقة 21: اعتماد خورشيد
- الحلقة 22: الهام شاهين
- الحلقة 23: أنغام
- الحلقة 24: يارا[ ؟ ]
- الحلقة 25: سلافة معمار
- الحلقة 26: صفية العمري
- الحلقة 27: نوال الزغبي
- الحلقة 28: نانسي عجرم
- الحلقة 29:أليسا

### ضيوف الحلقات
1. أصالة
2. باسم يوسف
3. إلهام شاهين
4. نادية الجندي
5. ميريام فارس
6. غادة عبد الرزاق
7. إيناس الدغيدي
8. نيكول سابا
9. حسن الشافعي[ ؟ ]
10. مايا دياب
11. اعتماد خورشيد
12. يسرا
13. بسمة وهبة
14. أحلام[ ؟ ]
15. عفاف شعيب
16. حلمي بكر
17. نجوى فؤاد
18. سماح أنور
19. نيللي كريم
20. رانيا يوسف
21. ورد الخال
22. راغب علامة
23. سلاف فواخرجي
24. علا غانم
25. مي عز الدين
26. سيرين عبد النور
27. داليا البحيري
28. عابد فهد